# Territorio libre de Trieste
El Estado libre de Trieste o Territorio libre de Trieste (en italiano: Territorio libero di Trieste, en esloveno: Svobodno tržaško ozemlje y en croata: Slobodni teritorij Trsta) fue una ciudad-Estado situada en Europa central, entre el norte de Italia y el territorio de Eslovenia y Croacia. Fue establecido en el año 1947 por la Resolución 16 del Consejo de Seguridad de las Naciones Unidas.
El Territorio libre de Trieste abarcaba la ciudad portuaria de Trieste, una estrecha franja costera al noroeste (Zona A) y una pequeña porción de la península de Istria (Zona B). Fue establecido en 1947 para acomodar a una población con mezcla étnica y cultural en un país neutral, democrático e independiente. La intención era también eliminar las demandas territoriales, debido a la importancia estratégica de la ciudad para el comercio con Europa central.

## Contexto geográfico
El Territorio libre de Trieste abarcaba un área de 738 km² alrededor del golfo de Trieste, desde Duino/Devin, en el norte, a Novigrad/Cittanova en el sur y tenía aproximadamente 330.000 habitantes. Limitaba al norte con Italia y al sur y al este con Yugoslavia. Los ríos que atravesaban el estado son el Risano/Rižana, el Dragogna/Dragonja, el Timavo/Reka, el Rosandra/Glinščica y el Quieto/Mirna. El punto más alto del territorio es el Monte Castellaro/Veliko Gradišče, de 724 metros de altura. Los puntos extremos de su territorio son Medeazza/Medjevas al norte, con 45°48′ de latitud, Porto Quieto/Tarski al sur, con 45°18′ de latitud, la Punta Salvore/Rt Savudrija al oeste, con 13°29′ de longitud y Grozzana di Pese/Gročana al este, con 13°55′ de longitud.

## Historia
Desde el 1382, después de la voluntaria donación de la ciudad al Imperio austríaco, Trieste fue el puerto de la monarquía de los Habsburgo. Debido al desarrollo del puerto, la buena administración y la tolerancia que vivió la ciudad bajo la protección del Imperio, Trieste nunca se rebeló, ganándose el lema "TERGESTE URBS FIDELISSIMA" bajo su escudo.
En 1921 (después de la Primera Guerra Mundial) Italia se anexionó formalmente Trieste, Istria y parte de lo que hoy es la parte occidental de Eslovenia. Empezando una política de italianización forzada de la zona. Fueron expulsados los ciudadanos de habla alemana y se empezaron persecuciones en contra de los eslovenos y croatas presentes en el territorio.
Durante los años 1920 y 1930 la población eslava fue objeto de una italianización y fue discriminada bajo el régimen fascista de Mussolini. Esta población también sufrió episodios de violencia, incluyendo el incendio del Club Nacional Esloveno (Narodni dom) el 13 de julio de 1920.
Algunos eslavos crearon la organización de resistencia Trst, Istra, Gorica, Reka (Trieste, Istria, Gorizia y Rijeka), conocida como TIGR ("tigre" en esloveno), cuyos métodos incluyeron más de 100 acciones terroristas en Trieste y alrededores durante los años 1920 y 1930.
En la Segunda Guerra Mundial, Italia formó parte de las Potencias del Eje. Cuando el régimen fascista se derrumbó en 1943 e Italia capituló, Eslovenia y Croacia (que iban a convertirse en parte de Yugoslavia) se anexionaron formalmente el territorio, pero éste fue ocupado por el Ejército alemán. El 4.º Ejército yugoslavo junto con el IX Cuerpo esloveno capturó Trieste el 1 de mayo de 1945. La 2.ª División del 8.º Ejército británico, formada por neozelandeses, llegó al día siguiente y el Ejército alemán se entregó a las tropas neozelandesas. Los soldados yugoslavos se marcharon el 12 de junio de 1945, cumpliendo así un acuerdo entre Yugoslavia y los Aliados alcanzado el 12 de mayo.

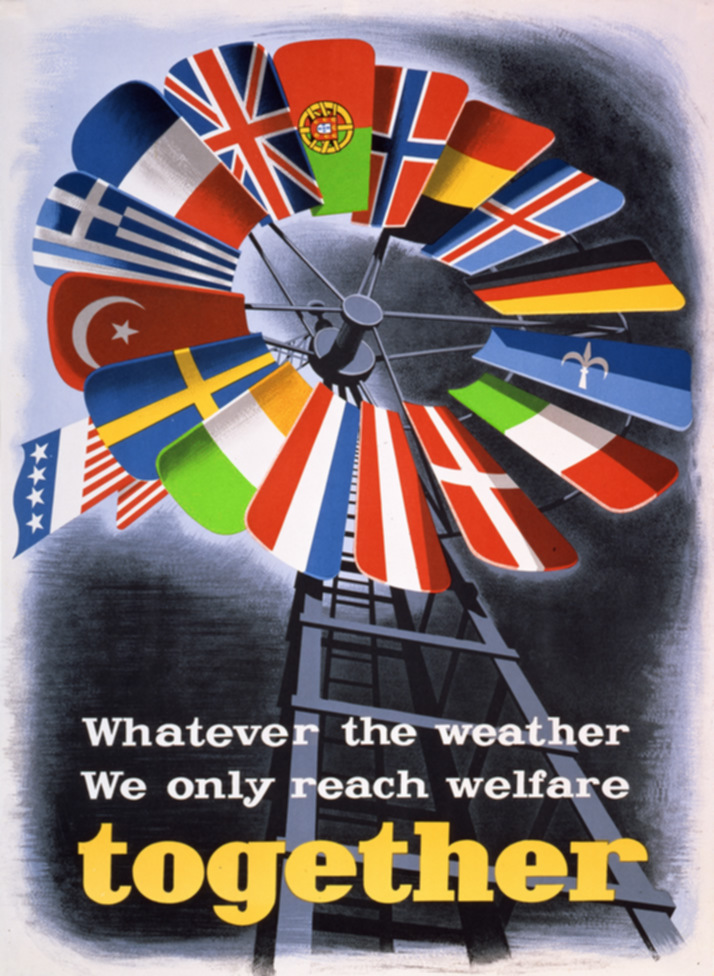
Cartel del Plan Marshall mostrando las banderas de los países de Europa occidental, incluyendo la del Territorio libre de Trieste que erróneamente tiene fondo azul en lugar de rojo, y cuyo eslogan es: «No importa qué tiempo haga, solo alcanzaremos el bienestar juntos».

El 10 de febrero de 1947 se firmó un tratado de paz con Italia, estableciendo el Territorio libre de Trieste. El territorio, sin embargo, fue dividido en dos zonas. La Zona A, de 222,5 km² de extensión y con 262.406 habitantes, incluía Trieste y era administrada por las fuerzas británicas y estadounidenses. La Zona B, de 515,5 km² de extensión y 71.000 habitantes, era administrada por el Ejército Nacional Yugoslavo. El territorio nunca funcionó como un verdadero estado independiente. Sin embargo, su condición formal fue respetada y editó sus propias monedas y sellos de correos.
El Gobierno Militar Aliado de la Zona A estaba protegido por dos contingentes de militares aliados, 5.000 estadounidenses de las TRUST (TRieste United States Troops) y 5.000 británicos de las BETFOR (British Element Trieste FORce), cada uno de ellos incluyendo varios batallones de infantería completos con unidades auxiliares independientes.
Según las estimaciones publicadas por el Gobierno Militar Aliado (considerado no fiable por Yugoslavia),[cita requerida] la Zona A tenía cerca de 310.000 habitantes, incluyendo 239.200 italófonos y 63.000 eslovenos en 1949. Por su parte, según el censo yugoslavo de 1945, en la parte de Istria que se convirtió en la Zona B había 67.461 habitantes, incluyendo 30.789 eslavos, 29.672 italófonos y 7.000 personas de nacionalidad no identificada. Sin embargo, según las fuentes italianas contemporáneas, en la zona B había entre 36.000 y 55.000 italófonos y entre 12.000 y 17.000 eslavos.
En 1954 se firmó en Londres un Memorándum de acuerdo. Este proporcionó a Italia la administración civil provisional de la Zona A (incluyendo a Trieste) y a Yugoslavia la de la Zona B. También se adoptaron matrículas deferenciadas para cada zona.

## Consecuencias demográficas
A finales de los años 1940 y en los años que siguieron a la división del territorio, más de 40 000 personas, la mayoría de ellas italianas, eligieron abandonar la Zona B bajo administración yugoslava y trasladarse a la Zona A, bajo administración italiana, por distintos motivos.
Desde el 1954 hasta el 1961 el 10 % de la población (más de 20 000 triestinos), emigró, la mayoría de ellos a Australia, especialmente a las zonas de Melbourne y Sídney.

## Disolución
El 5 de octubre de 1954, fue firmado el Memorandum de Londres por los ministros de Estados Unidos de América, Reino Unido, Italia y Yugoslavia. El memorándum cedió la administración civil de la Zona A (la provincia de Trieste, actualmente disuelta) a Italia y de la Zona B a Yugoslavia. Además, quedaron bajo administración yugoslava algunos pueblos de la municipalidad de Muggia, que formaba parte de la Zona A: Plavje, Spodnje Škofije, Jelarji, Hrvatini, Kolomban, Cerej, Premančan y Barizoni. También el castillo y el pueblo de Socerb arriba de San Dorligo della Valle pasó a administración yugoslava, según el Anexo I del Memorándum de Londres.
En el 1975 el bilateral Tratado de Osimo fue firmado en la ciudad de Osimo.

## Gobernadores del territorio

### Zona A
1 de mayo de 1945-4 de julio de 1945: general de división Bernard Cyril Freyberg (Nueva Zelanda) *
4 de julio de 1945-4 de julio de 1947: coronel Alfred Bowman (EE. UU.)*
4 de julio de 1947-16 de septiembre de 1947: coronel James Carnes (EE. UU.)*
16 de septiembre de 1947-31 de mayo de 1951: general de división Terence Sydney Airey (Reino Unido)
31 de mayo de 1951-26 de octubre de 26 1954: general de división Thomas Winterton (Reino Unido)

### Zona B
1 de mayo de 1945-15 de septiembre de 1947: Dušan Kveder (Yugoslavia) *
15 de septiembre de 1947-15 de marzo de 1951: Mirko Lenac (Yugoslavia)
15 de marzo de 1951-26 de octubre de 1954: Miloš Stamatović (Yugoslavia)
*Gobernadores de la Venecia Julia antes de la creación del TLT.

## Economía
La economía del Territorio Libre de Trieste fue basada en el puerto Puerto Libre de Trieste, que tiene una particular zona franca y también de un centro financiero "Paraíso fiscal". Este estatus fue originado en el 1719 por la monarquía de los Habsburgo y confirmado nuevamente con el Tratado de París (1947). En este último tratado se permite la transformación de materias primas en el puerto con tarifas ventajosas. Las mercancías que llegan por mar desde países extraeuropeos pueden ser introducidas libremente en los puertos francos, sin importar el origen o el destino y sin tener que pagar algún derecho aduanero en el espacio del puerto.